# Christian Raynaud
Christian Raynaud (Rive-de-Gier, 28 april 1946) is een Belgisch schutter.

## Levensloop
Raynaud werd actief in de schietsportcompetitie omstreeks 1967. Hij is aangesloten bij SRT Le Radar te Gembloers en nam onder meer deel aan de Olympische Zomerspelen van 1980 te Moskou in het onderdeel 'snelvuurpistool, 25 meter'. Hij eindigde er 33e in de eindrangschikking.
Hij is van beroep televisieregisseur en is woonachtig te Wanze.